# Бар-Лев, Омер
Омер Бар-Лев (ивр. עֹמֶר בַּר־לֵב‎, род. 2 октября 1953, Хайфа) — израильский государственный деятель, ранее занимавший пост министра национальной безопасности. Ранее он был депутатом Кнессета от партии Авода. Он занял седьмое место в партийном списке на парламентских выборах в Израиле 2013 года и является координатором партии по вопросам мира и обороны. Бар-Лев — офицер запаса ЦАХАЛа в звании полковника (Алуф мишне), с 1984 по 1987 год он был командиром элитного спецподразделения «Сайерет Маткаль».

## Биография
Омер Бар-Лев родился в Хайфе, Израиль, в еврейской семье ашкеназов — выходцев из Австрии. Его отец — бывший начальник штаба ЦАХАЛа и министр правительства Хаим Бар-Лев. Бар-Лев женат вторым браком на Тами, видеомонтажёре и является отцом троих детей.

## Военная карьера
Он был призван в 1971 году и впоследствии командовал самым элитным подразделением спецназа Израиля «Сайерет Маткаль», а затем бригадой долины реки Иордан. Во время службы в Сайерет Маткаль Бар-Лев принимал участие в известных операциях, в том числе в захвате гостиницы «Савой» и в операции «Энтеббе». В начале 1990-х годов Бар-Лев участвовал в переговорах ЦАХАЛа с палестинцами, которые привели к Газа-Иерихонскому соглашению, а затем в переговорах, которые привели к мирному договору между Израилем и Иорданией.
За свою военную карьеру, продолжавшуюся с 1971 по 1994 год, Бар-Лев дважды покидал ЦАХАЛ. В конце 1970-х годов Бар-Лев изучал агрономию и сельское хозяйство на сельскохозяйственном факультете Еврейского университета в Реховоте и получил степень бакалавра наук в 1980 году. После командования Сайерет Маткаль Бар-Лев снова покинул армию в 1987 году, чтобы получить степень магистра международных отношений в Тель-Авивском университете. В рамках учёбы в магистратуре Бар-Лев написал диссертацию о потенциальных мерах безопасности в отношении Сирии, которая позже стала книгой под названием «Механизмы безопасности на Голанах в эпоху современной войны». Он также присоединился к группе солдат резерва, которые в 1978 году написали письмо премьер-министру Менахему Бегину, призывая его подписать мирное соглашение с Египтом.

## Политическая карьера

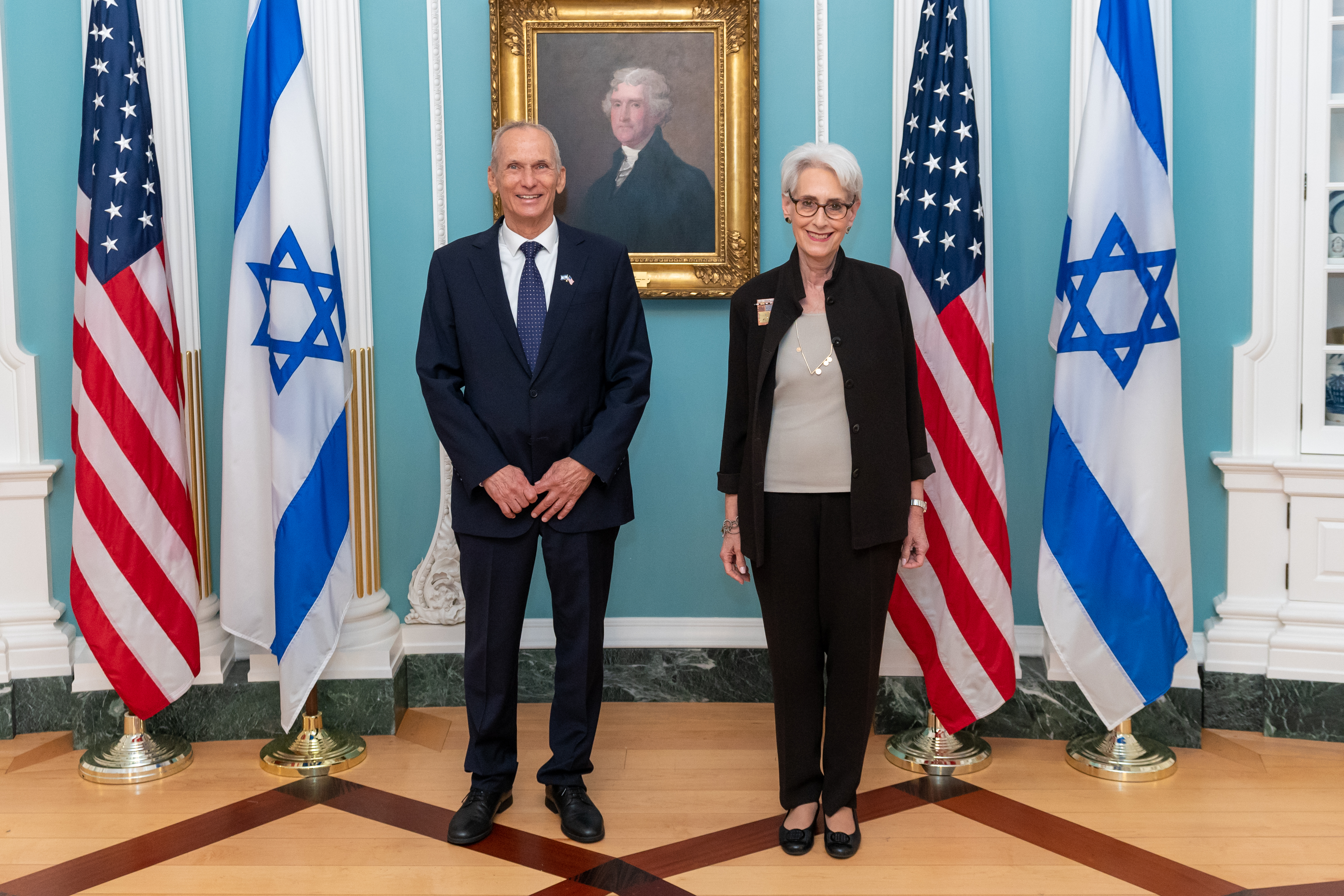
Бар-Лев с заместителем госсекретаря США Венди Шерман в 2022 году

После убийства Ицхака Рабина Бар-Лев присоединился к организации «Поколение мира» и в рамках этой структуры основал движение «Ахарай» — лозунг, используемый в ЦАХАЛе в значении «Следуй за мной», и используется для активизации группы, стремящейся к общей цели. «Ахарай» работает над расширением прав и возможностей маргинализированной израильской молодёжи и обучает её демократии и сионизму. За последние 15 лет Ахарай работал примерно с 20 000 молодых людей и ежегодно набирает около 4000 участников в свои программы.
В 2012 году Бар-Лев решил баллотироваться в Кнессет от партии Авода и был выбран седьмым номером в её списке кандидатов. На национальных выборах 2013 года, на которых Авода получила 15 мест, Бар-Лев стал депутатом Кнессета 19-го созыва, сформированного в результате этих выборов. Он является членом Комитета по иностранным делам и обороне, членом Специального комитета по законопроекту о «равном распределении бремени», председателем Лобби содействия развитию молодёжи на периферии, председателем Лобби Продвижения потребностей бедуинского населения и сопредседателем Сельскохозяйственного лобби. В 2013 году Бар-Лев опубликовал политическую инициативу «Это в наших руках», в которой предлагались как двусторонние, так и независимые шаги, которые Израиль должен предпринять для сохранения своего демократического и еврейского характера. В плане подтверждается безотлагательность достижения политического решения конфликта с палестинцами и предлагается несколько инновационных решений для устранения препятствий на переговорах, например, взаимная аренда земли между Израилем и Палестиной для решения проблем безопасности и ресурсов. Однако в плане утверждается, что в случае провала переговоров Израиль должен предпринять активные шаги для сохранения своей идентичности. С этой целью Бар-Лев предложил серию частичных выводов войск Израиля с Западного берега реки Иордан, направленных на минимизацию числа палестинцев, живущих под военным правлением ЦАХАЛа, и передачу ответственности за эти районы Палестине.
Бар-Лев баллотировался в руководство партии Авода в 2017 году и набрал 6,9% голосов в первом туре.
На выборах 2021 года он был избран депутатом Кнессета 24-го созыва. 13 июня 2021 года он принёс присягу в качестве министра внутренней безопасности. Он занимал этот пост до 29 декабря 2022 года, когда было создано новое, тридцать седьмое правительство Израиля.

## Критика
После теракта в Беэр-Шеве в 2022 году Бар-Лев подвергся критике за заявление, сделанное им на похоронах одной из жертв, с обещанием посадить в тюрьму террориста, совершившего нападение. Террорист погиб во время теракта. Его также раскритиковали за то, что он умолчал о том, что жертва была убита из-за её еврейской веры.